# Monte Paschi Eroica 2008
La 2e édition du Monte Paschi Eroica s'est déroulée le 8 mars 2008, en Italie, sur les routes de terres de Toscane.

## Présentation

### Équipes
On retrouve un total de 16 équipes au départ, 10 faisant partie des ProTeams, la première division mondiale, et les six autres des équipes continentales professionnelles, la seconde division mondiale.
| ProTeams (10)- Quick Step - AG2R-La Mondiale - Cofidis-Le Crédit par Téléphone - Gerolsteiner - High Road - Lampre - Liquigas - Saunier Duval-Scott - CSC - Team Milram Équipes continentales professionnelles (6)- Barloworld - CSF Group-Navigare - Serramenti PVC Diquigiovanni-Androni Giocattoli - LPR Brakes-Farnese Vini - Slipstream-Chipotle - Tinkoff Credit Systems |
| |

## Classements

### Classement de la course
| \| Classement général \| Classement général \| Classement général \| Classement général \| Classement général \| \| Coureur \| Coureur \| Pays \| Équipe \| Temps \| \| ------------------ \| -------------------- \| ------------------ \| ----------------------------------------------- \| ------------------ \| \| 1er \| Fabian Cancellara \| Suisse \| CSC \| 4 h 34 min 41 s \| \| 2e \| Alessandro Ballan \| Italie \| Lampre \| + 0 s \| \| 3e \| Linus Gerdemann \| Allemagne \| High Road \| + 15 s \| \| 4e \| Martijn Maaskant \| Pays-Bas \| Slipstream-Chipotle \| + 15 s \| \| 5e \| Baden Cooke \| Australie \| Barloworld \| + 15 s \| \| 6e \| Patrick Calcagni \| Suisse \| Barloworld \| + 15 s \| \| 7e \| Niklas Axelsson \| Suède \| Serramenti PVC Diquigiovanni-Androni Giocattoli \| + 15 s \| \| 8e \| Thomas Lövkvist \| Suède \| High Road \| + 15 s \| \| 9e \| Pavel Brutt \| Russie \| Tinkoff Credit Systems \| + 38 s \| \| 10e \| Ryder Hesjedal \| Canada \| Slipstream-Chipotle \| + 38 s \| \| 11e \| Giairo Ermeti \| Italie \| LPR Brakes-Ballan \| + 38 s \| \| 12e \| Paolo Longo Borghini \| Italie \| Barloworld \| + 38 s \| \| 13e \| Carlo Scognamiglio \| Italie \| Barloworld \| + 38 s \| \| 14e \| Murilo Fischer \| Brésil \| Liquigas \| + 1 min 10 s \| \| 15e \| Daniele Pietropolli \| Italie \| LPR Brakes-Ballan \| + 1 min 10 s \| \| 16e \| Steven Cozza \| États-Unis \| Slipstream-Chipotle \| + 1 min 10 s \| \| 17e \| Ángel Gómez \| Espagne \| Saunier Duval-Scott \| + 1 min 10 s \| \| 18e \| Kurt Asle Arvesen \| Norvège \| CSC \| + 1 min 10 s \| \| 19e \| Gerald Ciolek \| Allemagne \| High Road \| + 1 min 10 s \| \| 20e \| Danilo Hondo \| Allemagne \| Serramenti PVC Diquigiovanni-Androni Giocattoli \| + 1 min 10 s \| |                      |            |                                                 |                 |
| |                      |            |                                                 |                 |
| |                      |            |                                                 |                 |
| Classement général |                      |            |                                                 |                 |
| Coureur | Coureur              | Pays       | Équipe                                          | Temps           |
| 1er | Fabian Cancellara    | Suisse     | CSC                                             | 4 h 34 min 41 s |
| 2e | Alessandro Ballan    | Italie     | Lampre                                          | + 0 s           |
| 3e | Linus Gerdemann      | Allemagne  | High Road                                       | + 15 s          |
| 4e | Martijn Maaskant     | Pays-Bas   | Slipstream-Chipotle                             | + 15 s          |
| 5e | Baden Cooke          | Australie  | Barloworld                                      | + 15 s          |
| 6e | Patrick Calcagni     | Suisse     | Barloworld                                      | + 15 s          |
| 7e | Niklas Axelsson      | Suède      | Serramenti PVC Diquigiovanni-Androni Giocattoli | + 15 s          |
| 8e | Thomas Lövkvist      | Suède      | High Road                                       | + 15 s          |
| 9e | Pavel Brutt          | Russie     | Tinkoff Credit Systems                          | + 38 s          |
| 10e | Ryder Hesjedal       | Canada     | Slipstream-Chipotle                             | + 38 s          |
| 11e | Giairo Ermeti        | Italie     | LPR Brakes-Ballan                               | + 38 s          |
| 12e | Paolo Longo Borghini | Italie     | Barloworld                                      | + 38 s          |
| 13e | Carlo Scognamiglio   | Italie     | Barloworld                                      | + 38 s          |
| 14e | Murilo Fischer       | Brésil     | Liquigas                                        | + 1 min 10 s    |
| 15e | Daniele Pietropolli  | Italie     | LPR Brakes-Ballan                               | + 1 min 10 s    |
| 16e | Steven Cozza         | États-Unis | Slipstream-Chipotle                             | + 1 min 10 s    |
| 17e | Ángel Gómez          | Espagne    | Saunier Duval-Scott                             | + 1 min 10 s    |
| 18e | Kurt Asle Arvesen    | Norvège    | CSC                                             | + 1 min 10 s    |
| 19e | Gerald Ciolek        | Allemagne  | High Road                                       | + 1 min 10 s    |
| 20e | Danilo Hondo         | Allemagne  | Serramenti PVC Diquigiovanni-Androni Giocattoli | + 1 min 10 s    |

## Liste des participants
| Quick Step QST | Quick Step QST           | Quick Step QST |
| -------------- | ------------------------ | -------------- |
| Num            | Coureur                  | Pos            |
| 1              | Paolo Bettini (ITA)      | 63e            |
| 2              | Steven de Jongh (NED)    |                |
| 3              | Mauro Facci (ITA)        | 42e            |
| 4              | Alessandro Proni (ITA)   | AB             |
| 5              | Leonardo Scarselli (ITA) |                |
| 6              | Andrea Tonti (ITA)       | AB             |
| 7              | Kevin Van Impe (BEL)     |                |
| 8              | Giovanni Visconti (ITA)  | 38e            |

| AG2R-La Mondiale ALM | AG2R-La Mondiale ALM     | AG2R-La Mondiale ALM |
| -------------------- | ------------------------ | -------------------- |
| Num                  | Coureur                  | Pos                  |
| 11                   | Rinaldo Nocentini (ITA)  |                      |
| 12                   | Tanel Kangert (EST)      |                      |
| 13                   | Yuriy Krivtsov (UKR)     |                      |
| 14                   | Julien Loubet (FRA)      |                      |
| 15                   | Rene Mandri (EST)        |                      |
| 16                   | Jean-Charles Sénac (FRA) |                      |
| 17                   | Blaise Sonnery (FRA)     |                      |
| 18                   | Ludovic Turpin (FRA)     |                      |

| Barloworld BAR | Barloworld BAR             | Barloworld BAR |
| -------------- | -------------------------- | -------------- |
| Num            | Coureur                    | Pos            |
| 21             | Francesco Bellotti (ITA)   |                |
| 22             | Diego Caccia (ITA)         |                |
| 23             | Patrick Calcagni (SUI)     |                |
| 24             | Giampaolo Cheula (ITA)     |                |
| 25             | Baden Cooke (AUS)          |                |
| 26             | Marco Corti (ITA)          |                |
| 27             | Paolo Longo Borghini (ITA) |                |
| 28             | Carlo Scognamiglio (ITA)   |                |

| Quick Step QST | Quick Step QST           | Quick Step QST |
| -------------- | ------------------------ | -------------- |
| Num            | Coureur                  | Pos            |
| 1              | Paolo Bettini (ITA)      | 63e            |
| 2              | Steven de Jongh (NED)    |                |
| 3              | Mauro Facci (ITA)        | 42e            |
| 4              | Alessandro Proni (ITA)   | AB             |
| 5              | Leonardo Scarselli (ITA) |                |
| 6              | Andrea Tonti (ITA)       | AB             |
| 7              | Kevin Van Impe (BEL)     |                |
| 8              | Giovanni Visconti (ITA)  | 38e            |

| AG2R-La Mondiale ALM | AG2R-La Mondiale ALM     | AG2R-La Mondiale ALM |
| -------------------- | ------------------------ | -------------------- |
| Num                  | Coureur                  | Pos                  |
| 11                   | Rinaldo Nocentini (ITA)  |                      |
| 12                   | Tanel Kangert (EST)      |                      |
| 13                   | Yuriy Krivtsov (UKR)     |                      |
| 14                   | Julien Loubet (FRA)      |                      |
| 15                   | Rene Mandri (EST)        |                      |
| 16                   | Jean-Charles Sénac (FRA) |                      |
| 17                   | Blaise Sonnery (FRA)     |                      |
| 18                   | Ludovic Turpin (FRA)     |                      |

| Barloworld BAR | Barloworld BAR             | Barloworld BAR |
| -------------- | -------------------------- | -------------- |
| Num            | Coureur                    | Pos            |
| 21             | Francesco Bellotti (ITA)   |                |
| 22             | Diego Caccia (ITA)         |                |
| 23             | Patrick Calcagni (SUI)     |                |
| 24             | Giampaolo Cheula (ITA)     |                |
| 25             | Baden Cooke (AUS)          |                |
| 26             | Marco Corti (ITA)          |                |
| 27             | Paolo Longo Borghini (ITA) |                |
| 28             | Carlo Scognamiglio (ITA)   |                |